# Николай Фильченков (большой десантный корабль)
«Николай Фильченков» — большой десантный корабль проекта 1171 (шифр «Тапир», по кодификации НАТО — Alligator). Построен в Калининграде в 1974—1975 годах под заводским номером 304, второй в четвёртой группе кораблей и последний построенный корабль данного проекта.

## История строительства
Закладка корабля, получившего имя морского пехотинца, Героя Советского Союза политрука Н. Д. Фильченкова, состоялась 30 января 1974 года на Прибалтийском судостроительном заводе «Янтарь» в Калининграде. Спущен на воду 29 марта 1975 года, 30 декабря того же года вступил в строй. 21 октября 1969 года включён в состав Черноморского флота ВМФ СССР.

## История службы
Первоначально входил в состав 197-й бригады десантных кораблей. При несении боевых служб в зоне военных конфликтов на Ближнем Востоке БДК неоднократно выполнял задачи оказания интернациональной помощи. В частности, «Николай Фильченков» базировался в портах Анголы (март—июль 1976 года, ноябрь 1977 — январь 1978 года).
Корабль неоднократно выполнял задачи боевой службы в Средиземном, Красном морях, Атлантическом и Индийском океанах. С 1975 по 2004 года корабль по итогам года восемь раз объявлялся отличным, в 1996 и 1997 годах — лучшим кораблём на ЧФ среди кораблей 2-го ранга.
С 1983 года в/ч 78390 в составе 4-го дивизиона больших десантных кораблей 197-й бригады десантных кораблей 39-й дивизий морских десантных сил с базированием на Донузлав. В ходе раздела Черноморского флота корабль был переподчинён командованию 30-й дивизии надводных кораблей с базированием на Севастополь.
В августе 2000 года БДК «Николай Фильченков» в составе отряда боевых кораблей Черноморского флота выполнял задачу по перевозке за четыре рейса вооружения и техники контингента Группы российских войск в Закавказье из пункта погрузки Гонио (в районе Батуми) в пункт высадки Утришенок (в районе Новороссийска). В 2001 году выполняя задачи по перевозке военной техники и боевой подготовки более 100 суток находился вне пункта базирования.
23 марта 2005 года БДК «Николай Фильченков» в районе Феодосии произвёл высадку на морской десантный полигон в районе горы Опук личного состава и техники 382-го отдельного батальона морской пехоты Черноморского флота РФ (всего 142 человека и 28 единиц техники), чем спровоцировал политический скандал между Украиной и Российской Федерацией.
В настоящее время большой десантный корабль «Николай Фильченков» входит в состав 197-й бригады десантных кораблей, активно используется в учениях и боевой подготовке флота.
БДК «Николай Фильченков» упомянут в сериале «Морпехи» (2011) о службе советских морских пехотинцев, снятый режиссёрами Мурадом Алиевым и Дмитрием Матовым.

## Командиры корабля
- капитан 2-го ранга Пётр Алексеевич Пилипчук
- капитан 2-го ранга Юрий Леонидович Соловьёв
- капитан 2-го ранга Евгений Мясоедов
- капитан 2-го ранга Игорь Николаевич Дмитриенко